# 옹달샘과 꿈꾸는 라디오 (팟캐스트)
《옹달샘과 꿈꾸는 라디오》는 대한민국의 팟캐스트이다. 진행자는 옹달샘(장동민, 유세윤, 유상무)이며, 방송명은 MBC FM4U 라디오 프로그램 《꿈꾸는 라디오》에서 따왔는데, 약칭 옹꾸라라고도 불린다.

## 방송 정보

### 배경
KBS 19기 공채 희극인인 장동민, 유상무, 유세윤 세 사람은 대학시절 같은 학과 동기이기도 한데, 학생 시절부터 '옹달샘'이라는 팀을 만들어 연극 등 공연을 했다. 세 사람은 2010년 10월 18일 MBC FM4U 가을 개편으로 《꿈꾸는 라디오》의 4대 DJ를 맡게 되었고, 다음해인 2011년 5월 8일 MBC FM4U 춘하계 개편에서 하차하게 되었다. 그 뒤 《꿈꾸는 라디오》는 한 달 여간 임시체제로 가다가 《FM 음악도시 성시경입니다》가 신설되면서 폐지됐으나, 이후 2014년 4월 21일에 초대 DJ인 타블로가 다시 진행을 맡으면서 부활하였다. 해당 프로그램의 진행을 맡은 타블로는 2015년 11월 14일 하차했다.

### 팟캐스트 (시즌1)
약 2년 후인 2013년 3월 25일에 옹달샘은 《옹달샘과 꿈꾸는 라디오》를 팟캐스트로 새롭게 시작한다는 예고편을 공개했다. 29일에는 유세윤이 자신의 트위터에 옹꾸라를 다시 시작한다는 글을 올리기도 했다. 초기 방송은 MBC 《옹달샘과 꿈꾸는 라디오》, 《유세윤과 뮤지의 친한친구》에서 호흡을 맞추기도 했던 공지원 작가가 구성을 맡았고, 연출은 뮤지가 맡았다. 2013년 5월 29일에는 유세윤에게 일련의 사건이 생겨 모든 방송에서 하차하게 되면서, 옹꾸라 방송도 5월 31일 〈9회〉를 끝으로 잠정 중단됐다가 9월 4일 〈10회〉부터 재개되었다. 이 후에는 뮤지가 개인사정 등의 이유로 편집 작업을 못하게 되자 17회 방송분부터는 공지원 작가가 그를 대신하여 작업을 하고 있다. 진행은 옹달샘이 매주 한 가지 주제를 정하고, 청취자들은 그에 맞는 사연이나 전 회차의 방송 후기 등을 메일로 보내면 옹달샘이 이를 소개하고 상담을 하거나 의견을 나누는 방식이 주를 이루고 있다. 방송분의 형태로는 녹음 스튜디오에서 진행한 녹음분이 대부분이지만 모 처에 있는 음악학원에서 진행하는 청취자와의 공개방송이 진행된 회차에서는 현장 녹음분이 업로드 된다.
2014년 4월 16일 39회차 방송에서 유세윤은 청취자였던 J군이 옹꾸라의 조연출로 기용되었음을 밝혔다. 그리고 일주일 후인 4월 23일의 안내방송에서는 세월호 침몰 사고의 여파로 당분간 옹꾸라 방송을 휴식한다는 내용을 전했으며, 5월 16일의 두 번째 안내방송에서는 옹꾸라 방송이 공개 코미디(《개그콘서트》, 《코미디빅리그》 류의 방송) 프로그램들이 다시 시작하는 시점에 재개한다고 전했고, 다음달인 6월 4일에 업로드 된 40회로 옹꾸라 방송이 재개되었다. 49회에서 팟캐스트에서 높은 수위의 발언이 논란이 되고 이를 다룬 기사가 나와서, 2차례에 걸쳐 업로드와 삭제가 반복된 이후 방송이 잠정 중단되었다. 2015년에는 방송을 재개하게 되었다. 3월 10일에 진행된 공개방송 녹음분이 3월 12일 업로드 되었다.

### 팟캐스트 (시즌 2)
2015년 3월 28일 방송분부터 옹꾸라 시즌2 첫방송이 시작되었다.

장동민이 무한도전의 식스맨 후보에 뽑히고 방송되는 과정중 일부 안티팬들이 과거 옹꾸라에서의 장동민씨의 여성에 관한 발언(여성의 처녀성과 관련된 말)을 문제삼아 장동민의 하차요구를 주장했다.

하지만 이미 그 방송 직후에 경솔한 발언에 대한 사과방송까지 업로드한 상황이라서 조용히 넘어갈줄 알았던 처녀사태가 

극성 안티팬들에 의해 더욱더 공론화되기에 이르러 장동민은 무한도전에서 자진하차하고
이에 옹꾸라 시즌2는 팟캐스트에서 삭제된다.

## 회차 정보

### 2013년
| 회차     | 업로드 일자 | 내용 혹은 주제                                      | 게스트                 |
| -------- | ----------- | --------------------------------------------------- | ---------------------- |
| 예고     | 3월 25일    | 예고 방송                                           |                        |
| 1        | 4월 5일     | 각종 사연 소개                                      |                        |
| 2        | 4월 12일    | 방송후기, 각종 사연 소개                            |                        |
| 3        | 4월 19일    | 방송후기, 각종 사연 소개                            |                        |
| 4        | 4월 28일    | 〈이성간의 고민〉                                   |                        |
| 5        | 5월 7일     | 〈친구〉                                            |                        |
| 6        | 5월 10일    | 〈친구〉                                            |                        |
| 7        | 5월 17일    | 〈내가 겪은 특이한 일〉(aka. 7화 상처편)            |                        |
| 8        | 5월 29일    | 〈상처에 관한 이야기〉                              |                        |
| 9        | 5월 31일    | 〈상처에 관한 이야기 2〉(이후 방송 잠정 중단)       |                        |
| 10       | 9월 4일     | 〈방송후기, 각종 사연 소개〉(복귀 방송)             |                        |
| 11       | 9월 13일    | 〈가장 행복했던 순간〉                              |                        |
| 12       | 9월 21일    | 〈거짓말〉                                          | J군(청취자)            |
| 13       | 10월 1일    | 〈옹꾸라의 미래, 옹꾸라에 바란다〉                  |                        |
| 14       | 10월 5일    | 〈군대〉                                            |                        |
| 15       | 10월 11일   | 〈인생의 터닝포인트〉(첫 공개방송)                  |                        |
| 16회 1부 | 10월 18일   | 〈집착〉                                            |                        |
| 16회 2부 | 10월 22일   | 〈집착〉                                            |                        |
| 17       | 10월 30일   | 〈내 생애 가장 부끄러웠던 순간〉(공개방송)          |                        |
| 18       | 11월 6일    | 〈무엇이든 물어보세요〉                             |                        |
| 19       | 11월 13일   | 〈무엇이든 물어보세요〉(공개방송)                   |                        |
| 20       | 11월 20일   | 〈내가 빠져있는 것〉                                |                        |
| 21       | 11월 27일   | 〈놀림 받은 순간〉(공개방송)                        |                        |
| 22       | 12월 5일    | 〈외로움을 극복하는 방법〉                          |                        |
| 23       | 12월 11일   | 받았던 사연 중 미공개 분(공개방송)                  | 홍경준, 정철규, 강유미 |
| 24       | 12월 19일   | 〈호기심 천국〉 - 나만 궁금한거야?                  |                        |
| 25       | 12월 25일   | 나만 궁금한거야?/받았던 사연 중 미공개 분(공개방송) |                        |

### 2014년
| 회차     | 업로드 일자 | 내용 혹은 주제                                              | 게스트                                                                   |
| -------- | ----------- | ----------------------------------------------------------- | ------------------------------------------------------------------------ |
| 26       | 1월 1일     | 〈내 나이 몇살, 난 아직 이걸 못해봤다〉                     |                                                                          |
| 27       | 1월 8일     | 〈2014. 새해 이것만큼은 꼭 하겠다〉(공개방송)               |                                                                          |
| 28회 1부 | 1월 15일    | 〈난 '이게' 없다〉                                          |                                                                          |
| 28회 2부 | 1월 22일    | 〈난 '이게' 없다〉                                          |                                                                          |
| 29       | 1월 29일    | 〈난 '이게' 없다〉(공개방송)                                |                                                                          |
| 30       | 2월 5일     | 〈내가 이거 1등〉                                           |                                                                          |
| 31       | 2월 12일    | 〈내 인생의 선생님〉(공개방송)                              |                                                                          |
| 32       | 2월 19일    | 〈내가 참을 수 없는 것〉                                    |                                                                          |
| 33       | 2월 26일    | 〈내가 참을 수 없는 것〉                                    |                                                                          |
| 34       | 3월 5일     | 〈나의 길티플레져(Guilty Pleasure)〉                        |                                                                          |
| 35       | 3월 12일    | 〈나의 길티플레져(Guilty Pleasure)〉                        |                                                                          |
| 36       | 3월 21일    | 〈난 '이게' 길다〉                                          |                                                                          |
| 37       | 3월 28일    | 〈나이〉                                                    |                                                                          |
| 번외     | 4월 2일     | 〈옹꾸라 1주년 기념 공개방송 안내〉                         |                                                                          |
| 38       | 4월 9일     | 〈1주년 기념 공개방송〉(장동민 방송불참)                    |                                                                          |
| 39       | 4월 16일    | 〈나이〉                                                    |                                                                          |
| 번외     | 4월 23일    | 〈안내방송〉(방송 잠정휴식)                                 |                                                                          |
| 번외     | 5월 16일    | 〈안내방송 2〉(컴백 예고)                                   |                                                                          |
| 40       | 6월 4일     | 〈옹달샘을 이렇게 숨겨주겠다〉                              |                                                                          |
| 41       | 6월 11일    | 〈캠핑요리 레시피〉(야외 녹음방송)                          |                                                                          |
| 42       | 6월 18일    | 〈내가 속한 동호회 모임〉                                   |                                                                          |
| 번외     | 6월 25일    | 〈그 놈의 안내말씀〉(방송 업로드 지연)                      |                                                                          |
| 43       | 6월 28일    | 〈무서운 이야기 1〉                                         | J군/이동열(공포 체험담)                                                  |
| 번외     | 7월 2일     | 〈옹달샘과 꿈꾸는 라디오입니다〉(방송 업로드 날짜안내)      |                                                                          |
| 44       | 7월 5일     | 〈무서운 이야기 2〉(장동민 방송불참)                        | J군(대타 진행) 연지, 공지원(짧은 체험담)                                 |
| 45       | 7월 10일    | 〈나만 아는 피서 명소 1〉 (부제: 미안하다)                  |                                                                          |
| 46       | 7월 19일    | 〈나만 아는 피서 명소 2〉 (부제:가출청년 김만철)            | 김만철(가명, 옹달샘의 대학동기)                                          |
| 47       | 7월 23일    | 〈드디어, 나만 아는 피서 명소〉                             |                                                                          |
| 48       | 8월 6일     | 〈헌팅수기〉                                                |                                                                          |
| 49       | 8월 14일    | 〈무엇이든 물어보세요〉                                     |                                                                          |
| 50       | 8월 18일    | 〈무엇이든 물어보세요 2〉(이후 방송 잠정 중단)              | 최유리(장동민의 스타일리스트) 김보라 실장(장동민, 유상무의 스타일리스트) |
| 번외     | 10월 13일   | 〈번개 기습 공지〉안내                                      |                                                                          |
| 번외편 1 | 10월 24일   | 〈기습 번개 녹음 방송〉                                     |                                                                          |
| 번외     | 11월 14일   | 〈옹꾸라 가족들을 대상으로한 특별 공개 모집〉(봉사활동)안내 |                                                                          |
| 번외     | 12월 20일   | 〈2014 송년 특별 공개방송 안내〉                            |                                                                          |
| 번외편 2 | 12월 31일   | 〈2014 송년 특별 공개방송〉                                 |                                                                          |

### 2015년
| 회차 | 업로드 일자 | 내용 혹은 주제                | 게스트 |
| ---- | ----------- | ----------------------------- | ------ |
| 번외 | 3월 7일     | 〈2015 옹꾸라 공개방송 안내〉 |        |
| 2-1  | 3월 12일    | 〈2015 첫 번째 공개방송〉     |        |
| 2-2  | 3월 28일    | 〈시즌2 공식 첫 방송〉        |        |
| 2-3  | 4월 0일     | 〈나 요즘 이 재미에 산다〉    |        |
| 2-4  | 4월 0일     | 〈내가 겪은 미스테리〉        |        |

## 같이 보기
- 장동민
- 유상무
- 유세윤
- 뮤지

## 옹꾸라 용어
- 쎈타삼바 (유래 및 설명 : 옹꾸라 13회)
- 니마삼마
- 유상무를 낫으로, 낫으로 척~척
- ~(을/를)낫으로
- 유영(호/태)
- 그사람
- 정신과 아들
- 취-취- 난 지금 묶여있다
- 형은 오리배나 타, 형은 전복이나 따
- 그래가지고 - 뭘 그래가지고
- 순대모서리 (옹꾸라 25회 참조)
- 순모남 (순대 모서리 남)
- 붕어빵
- 붕어아들
- 공개공 (mbc 작가 - 무한도전 라디오스타 특집에 잠깐 등장)
- 똥을 손으로
- 똥 손으로 받은 동렬이
- J군
- 펀무즈아카데무(=펀 뮤직 아카데미)
- 해군 (=물개)(=전복)(=오리배)(=워터파크) 등등
- 미안하다~
- 소름 좀 돋았나요
- 형은 ~했을때, 나는 한번도 안 그랬어
- 느낌 아니까
- 처녀
- 몽정
- 휘리리릭~
- 여명808
- 공황장애
- 박혈구
- 애꾸
- 귀두
- 떡볶이가 10원에 10개
- 상처편, '졷'편, 처녀편, 창자편
- 잘못했어요
- 얼마나~ 아팠을까~
- 예수쟁이
- 크리스찬 s*x머신
- 유상무 여드름, 우둘투둘
- 앞이 너무 길~어, 아피노마기로
- 난 엄마예기는 못 하겠어